# نصب كارل ماركس
نصب كارل ماركس التذكاري (بالروسية: Памятник Карлу Марксу) هو نصب تذكاري يقع في ساحة كارل ماركس في مدينة روستوف على الدون بروسيا.
تم إنشاؤه في عام 1959 في موقع نصب كارل ماركس القديم، الذي تم تدميره خلال الحرب العالمية الثانية. يعتبر من التراث الثقافي في روسيا.

## تاريخ
تم افتتاح النصب التذكاري لكارل ماركس في 28 يونيو 1925 في الساحة المركزية في ناخيتشيفان على دون (وهي الآن جزء من حي بروليتارسكي في روستوف على الدون). تم تثبيت النصب التذكاري على قاعدة النصب التذكاري لكاترين الثانية، التي هدمها البلاشفة في وقت سابق. سميت الساحة حول النصب لاحقًا باسم كارل ماركس.
خلال الحرب الوطنية العظمى، تم تدمير النصب من قبل قوات الفيرماخت التي استولت على المدينة. بعد الحرب، نصبت نسخة أصغر من النصب التذكاري على الساحة. تم الحفاظ على اللوحة التذكارية من النصب القديم وتم نقلها إلى متحف روستوف. تم نقل الجزء الباقي من قاعدة التمثال إلى الميدان بالقرب من سينما روستوف (وهو يقع قبالة الجامعة الفيدرالية الجنوبية) وتم تركيب تمثال ميخائيل لومونوسوف عليه.
تم بناء النصب التذكاري الحالي في ساحة كارل ماركس في عام 1959. مُضمّما النّصب هما النحات مويسي ألتشولير (Moisey Altshuler) والمعماري ميخائيل مينكوس (Mikail Minkus).
تم الإعلان عن النصب التذكاري لكارل ماركس كهدف للتراث الثقافي ذي الأهمية الفدرالية، ولكن في عام 1997 تم تخفيض مكانته إلى أهمية محلية.
في أواخر التسعينيات، رغب ممثلو الجالية الأرمنية المحلية في استعادة النصب التذكاري لكاترين الثانية في نفس المكان، لكن هذه المبادرة لم تحظَ بدعم كافٍ.